# Даґ Расселл (плавець)
Даґ Расселл (англ. Doug Russell, 20 лютого 1946) — американський плавець.
Олімпійський чемпіон 1968 року.
Переможець Панамериканських ігор 1967 року.
Переможець літньої Універсіади 1967 року.